# さゆり (小説)
『さゆり』（Memoirs of a Geisha）は、1997年に出版されたアーサー・ゴールデンによる小説。

## 概要
第二次世界大戦前の日本の京都を舞台に、9歳で身売りされ芸者として生きた1人の女性の波乱の人生を描いた物語である。
日本語版は文藝春秋より発行。訳は小川高義。
映画化され、2005年に公開された（邦題は『SAYURI』）。監督はロブ・マーシャル、主演はチャン・ツィイー。

## 論争
小説出版後、岩崎峰子（後に岩崎究香と改名）はアーサー・ゴールデンを相手取って名誉毀損と契約違反を理由に訴訟を起こした。原告によれば、契約では小説の登場人物はすべて匿名性を保つはずであった。なぜならこのことは芸者社会では暗黙の了解であり、これを破ることは重大な違反だったからである。ところがゴールデンは「謝辞」のページに情報提供者のひとりとして原告の名前を挙げてしまった。原告の名が活字になったとき、彼女は数多くの反発にさらされ、なかにはおまえを殺すぞという脅迫さえあった。原告は芸者社会を侮辱したという非難をうけて、一時は自殺さえも考慮したが、代わりにゴールデンを訴えることのほうを選択した。2003年、ゴールデンが岩崎に非公表の金額の賠償金を支払うことで両者は和解し、訴訟は取り下げられた。
岩崎は決して公の場では言及しなかったが、彼女自身が出版した自伝「Geisha, A Life（アメリカでの書籍名。イギリスでは「Geisha of Gion」として出版）」によって、小説「Memoirs of Geisha」が芸者の生活の忠実な再現から、いかに程遠いかということ、そしてその事実に感情を害されたことを明かした。特に「水揚げ」が処女代というように描かれていたという、事実から程遠い箇所を看過することができなかったという。
「さゆり」では登場人物の多くは彼女が知っている人物か近しい人物に該当した。しかし、小説では意地悪で憎たらしく描かれている人たちも、実際にはとても親切であったし、千代が置屋に入ったときに奴隷のように扱われたとされている場面も実際には岩崎は優しくされ、特別な扱いを受け、"Sourpuss"は実は非常に親密な関係にあった姉妹であったし、「延（ノブ）」は彼女の後見人であり、恋人でもあったと書かれている。岩崎は決して公然とは言わなかったが（伝統的な日本女性は一番奥にある個人的感情は表に出さないと西洋では思われているが）、ゴールデンの本は岩崎の過去の幸せな出来事の歪んだ見解を読むようなものだった。彼女はゴールデンに秘密を打ち明けたが、ゴールデンはベストセラーを書くために彼女の信頼を裏切った。